# Diósd
Diósd je vas na Madžarskem, ki upravno spada pod podregijo Budaörsi Županije Pešta.